# لایروبی

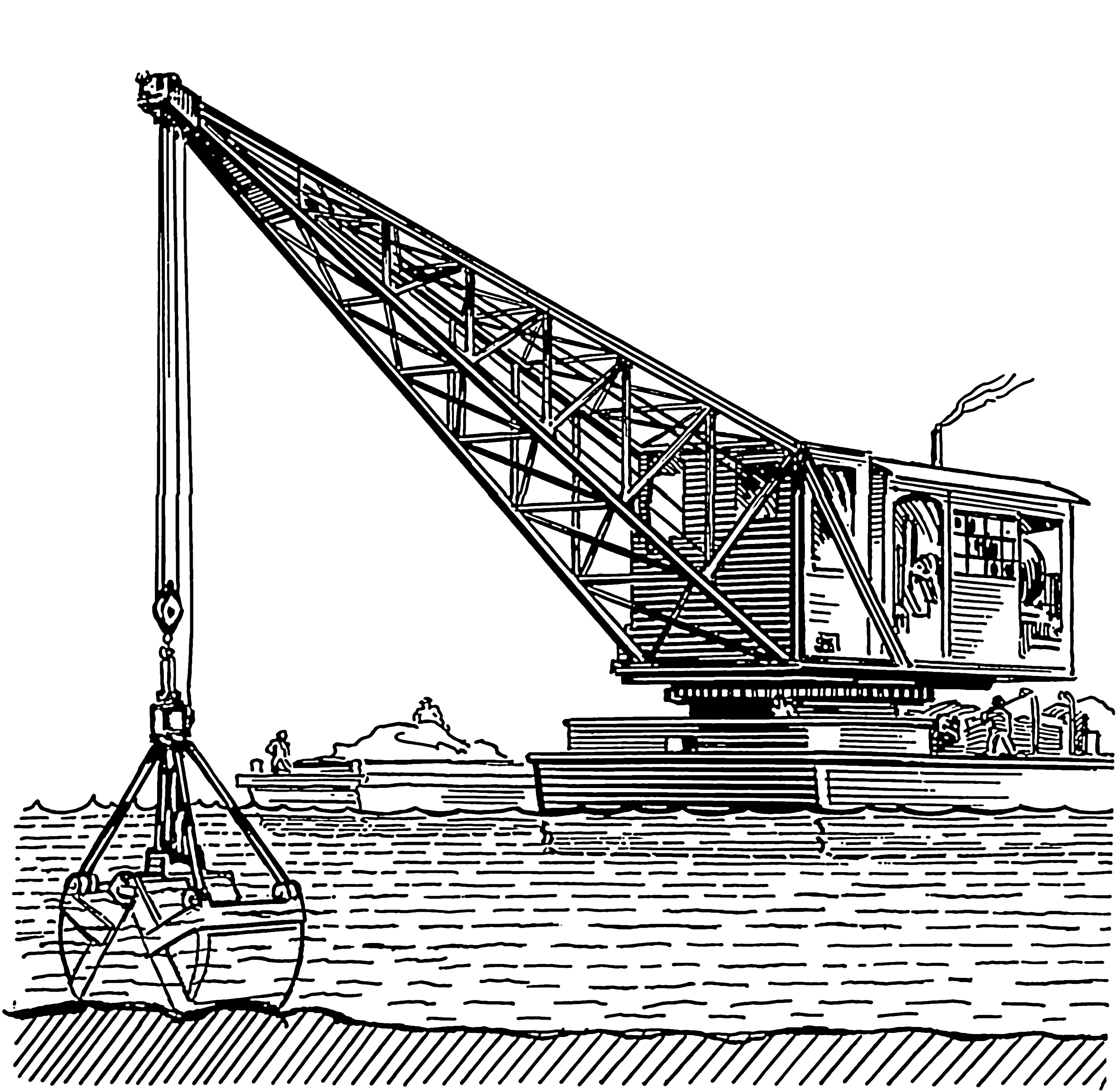
یک لایروبی چنگ‌زدنی

لایروبی (به انگلیسی: Dredging) کندن مواد از محیط آبی است. دلایل احتمالی برای لایروبی شامل بهبود آب‌نماهای موجود است. تغییر شکل ویژگی‌های زمین و آب برای تغییر زهکشی، امکان کشتیرانی و کاربرد بازرگانی. ساخت سدها، خاکریزها و دیگر روش‌های کنترل برای نهرها و نوار ساحلی. و بازیابی ذخایر معدنی با ارزش یا زندگی دریایی دارای ارزش بازرگانی. در همه موارد به جز چند مورد، حفاری توسط یک دستگاه‌های شناور متخصص به نام به لایروب (Dredger) انجام می‌شود.رسوبات کف رودخانه ها را با لایروبی کردن برطرف می کنند.